# 松川村立松川中学校
松川村立松川中学校（まつかわそんりつまつかわちゅうがっこう）は、長野県北安曇郡松川村にある公立中学校。1947年（昭和22年）4月開校。
松川村唯一の中学校であり、通学区域は松川村全域である。JR大糸線信濃松川駅から南東に徒歩25分。自治体東端の高瀬川に近い場所に所在しているが、これは松川村・池田町・会染村の1町2村の組合立中学校となることを視野に入れて設立されたためである。2022年4月時点の生徒数は233名
。2016年4月時点の職員数は計33人。校章は「三枝の松」の図案化に「中」の文字を入れたものであり、3本の枝は松川村を流れる芦間川・乳川（ちがわ）・高瀬川の3河川を表している。

## 沿革
太平洋戦争後の学制改革によって、1947年（昭和22年）4月に松川村立松川中学校が設立された。開校当時は松川村立松川小学校の校舎の一部を間借りしており、体操場や特別教室は運動場は小学校と共用だった。1946年度（昭和21年度）に松川村立松川国民学校高等科1年生と2年生だった生徒が松川中学校の2年生と3年生となり、1946年度に松川村立松川国民学校初等科を修了した児童が松川中学校の1年生となった。開校当時の生徒数は7学級で258人だった。
松川村・池田町・会染村の1町2村の組合立中学校となることが視野に入れられ、1949年（昭和24年）には池田町外二ヶ村組合立松川中学校に改称された。1950年（昭和25年）には池田町や会染村との自治体境にも近い、高瀬川西岸の現在地に独立した校地を建設した。かつては一面の松林だった場所であるが、太平洋戦争中に農兵隊が入植して開拓を行っており、広い土地が容易に確保できたのである。
しかし池田町は結局、松川村を除外して会染村との1町1村での組合立中学校の設立を打ち出し、1953年（昭和28年）4月1日には池田町会染村組合立高瀬中学校が開校している。これらのこともあり、1952年（昭和27年）2月には名称が松川村立松川中学校に戻された。高瀬中学校の開校後も、会染村の一部の生徒は高瀬中学校ではなく松川中学校に通っている。1959年（昭和34年）3月には金原省吾作詞・小山郁之進作曲で校歌が制定された。金原は大町在住の美術史家であり、松川中学校の校歌が絶作となっている。
1973年(昭和48年)に、生徒会歌が制定されている。
また、応援歌もあり、さらに伝統の「応援コール」というものがある。

## 学校行事
- 全体 - 松葉祭（しょうようさい）、りんご摘花作業、ふれあい集会、クラスマッチ
- 1年 - 自然体験学習
- 2年 - 職場体験
- 3年 - 修学旅行

## 部活動
- 運動部
  - 陸上部
  - 女子テニス部
  - 男子バスケットボール部
  - 男子バレーボール部
  - 女子バレーボール部
- 文化部
  - 吹奏楽部
  - 合唱部(募集停止)
  - 美術部
  - 工学・園芸部(園芸部門は募集停止され、工学部になった。)

- 社会体育
  - バドミントン
  - 女子バスケットボール
  - 男子テニス部